# Alamo Bay
Alamo Bay is een Amerikaanse dramafilm uit 1985 onder regie van Louis Malle.

## Verhaal
Een Vietnamese immigrant wil zo Amerikaans mogelijk overkomen. Daardoor jaagt hij het hele dorp tegen zich in het harnas.

## Rolverdeling
| Acteur              | Personage    |
| ------------------- | ------------ |
| Amy Madigan         | Glory        |
| Ed Harris           | Shang        |
| Ho Nguyen           | Dinh         |
| Donald Moffat       | Wally        |
| Truyen V. Tran      | Ben          |
| Rudy Young          | Skinner      |
| Cynthia Carle       | Honey        |
| Martin LaSalle      | Luis         |
| William Frankfather | Mac          |
| Lucky Mosley        | Ab Crankshaw |
| Bill Thurman        | Sheriff      |
| Michael Ballard     | Wendell      |
| Gary Basaraba       | Leon         |
| Jerry Biggs         | Buddy        |
| Mark Hanks          | Brandon      |